# Cape Fear (North Carolina)

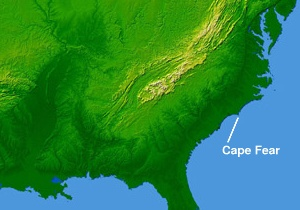
Lage Cape Fears an der Küste North Carolinas

Cape Fear ist ein Landvorsprung vor der Atlantikküste des Bundesstaates North Carolina im Südosten der Vereinigten Staaten von Amerika und entspringt der Bald Head Island, einem Teil der vorgelagerten Inselkette, der Outer Banks und liegt neben der Mündung des Cape Fear River. Sowohl die Sandschichten der Banks als auch das angeschwemmte Material aus dem Ästuar des Flusses südlich von Wilmington bilden den Untergrund des Kaps, das den südlichsten Punkt North Carolinas darstellt und zu den für die Schifffahrt gefährlichen Untiefen der Frying Pan Shoals gehört, Teil des sogenannten Graveyard of the Atlantic (Friedhof des Atlantik).
Die vorderen Dünen direkt am Atlantik werden von Seehafer bewachsen, die sich hin zu den stabileren Dünen der zweiten Reihe mit anderen Gräsern vermischen, beispielsweise Schlickgräsern und Rutenhirse, sowie anderen Kräutern die Salzwiesen bewachsen.
Der italienische Entdecker Giovanni da Verrazzano betrat Cape Fear auf seiner Suche nach einer Passage in den Pazifik im Frühjahr des Jahres 1524.
Der Name (Varianten waren Cape Fair oder Cape Fare) stammt von einer Expedition Richard Grenvilles im Jahre 1585, als er hinter dem Kap auf dem Weg zur Insel Roanoke auf Grund lief. Einige der Mannschaftsmitglieder hatten Angst zu sinken und gaben dem Kap deswegen den Namen Cape Fear, „Kap der Angst“.
Cape Fear war am 3. Mai 1775 außerdem Landeplatz für General Clinton während des Unabhängigkeitskrieges.

## Trivia
Das Cape Fear war namensgebend für den Originaltitel des Psychothrillers Ein Köder für die Bestie aus dem Jahr 1962 sowie die Neuverfilmung Kap der Angst aus dem Jahr 1991. Der den Filmen zugrunde liegende Roman The Executioners von John D. MacDonald aus dem Jahr 1957 wird im deutschen Sprachraum unter dem Titel Kap der Angst vertrieben, der wörtlichen Übersetzung des Kapnamens.